# Championnat des Amériques féminin de basket-ball des moins de 16 ans 2011
Navigation
Mexique 2009 Mexique 2013
Le championnat des Amériques féminin de basket-ball des moins de 16 ans 2011 se déroule à Mérida au Mexique du 13 au 18 juin 2011. Il s'agit de la deuxième édition de la compétition, instaurée en 2009.

## Équipes participantes

### Qualifications
8 équipes, issues des différentes zones de qualification du Championnat des Amériques U16, sont qualifiées pour cette compétition.
| Mode de qualification                                                                  | Places | Nations qualifiées         |
| -------------------------------------------------------------------------------------- | ------ | -------------------------- |
| Hôte du championnat des Amériques U16 2011                                             | 1      | Mexique                    |
| Qualifications Championnat des Amériques U16 2011 (Zone Amérique du Nord)              | 2      | Canada États-Unis          |
| Qualifications Championnat des Amériques U16 2011 (Zone Amérique centrale et Caraïbes) | 2      | Guatemala Porto Rico       |
| Qualifications Championnat des Amériques U16 2011 (Zone Amérique du Sud)               | 3      | Argentine Brésil Venezuela |

## Rencontres

### Premier tour
Légende des classements
- Qualifié pour les demi-finales
- Qualifié pour les matches de classement

#### Groupe A
| Rang | Équipe     | Pts | J | G | P | Pp  | Pc  | Diff |  | Résultats (dom.\ext.) |   |       |       |        |
| ---- | ---------- | --- | - | - | - | --- | --- | ---- |  | --------------------- | - | ----- | ----- | ------ |
| 1    | Canada     | 6   | 3 | 3 | 0 | 271 | 113 | 158  |  | Canada                |   | 80-66 | 79-30 | 112-17 |
| 2    | Porto Rico | 5   | 3 | 2 | 1 | 195 | 139 | 56   |  | Porto Rico            | - |       | 67-54 | 62-5   |
| 3    | Mexique    | 4   | 3 | 1 | 2 | 195 | 174 | 21   |  | Mexique               | - | -     |       | 111-28 |
| 4    | Guatemala  | 3   | 3 | 0 | 3 | 50  | 285 | -235 |  | Guatemala             | - | -     | -     |        |

#### Groupe B
| Rang | Équipe     | Pts | J | G | P | Pp  | Pc  | Diff |  | Résultats (dom.\ext.) |   |       |        |       |
| ---- | ---------- | --- | - | - | - | --- | --- | ---- |  | --------------------- | - | ----- | ------ | ----- |
| 1    | États-Unis | 6   | 3 | 3 | 0 | 267 | 132 | 135  |  | États-Unis            |   | 71-54 | 114-32 | 82-46 |
| 2    | Brésil     | 5   | 3 | 2 | 1 | 196 | 163 | 33   |  | Brésil                | - |       | 86-47  | 56-45 |
| 3    | Venezuela  | 4   | 3 | 1 | 2 | 117 | 237 | -120 |  | Venezuela             | - | -     |        | 38-37 |
| 4    | Argentine  | 3   | 3 | 0 | 3 | 128 | 176 | -48  |  | Argentine             | - | -     | -      |       |

### Tableau final
|  | Demi-finales | Demi-finales | Demi-finales | Demi-finales |                               |            | Finale       | Finale       | Finale       | Finale       |
|  |              |              |              |              |                               |            |              |              |              |              |
|  | 17 juin 2011 | 17 juin 2011 | 17 juin 2011 | 17 juin 2011 |                               |            | 18 juin 2011 | 18 juin 2011 | 18 juin 2011 | 18 juin 2011 |
|  | B1           | États-Unis   | 99           | 99           |                               |            | 18 juin 2011 | 18 juin 2011 | 18 juin 2011 | 18 juin 2011 |
|  | B1           | États-Unis   | 99           | 99           |                               |            | 18 juin 2011 | 18 juin 2011 | 18 juin 2011 | 18 juin 2011 |
|  | A2           | Porto Rico   | 51           | 51           |                               |            | 18 juin 2011 | 18 juin 2011 | 18 juin 2011 | 18 juin 2011 |
|  | A2           | Porto Rico   | 51           | 51           | États-Unis                    | États-Unis | 73           | 73           |              |              |
|  | 17 juin 2011 |              |              |              | États-Unis                    | États-Unis | 73           | 73           |              |              |
|  |              |              | Canada       | Canada       | 40                            | 40         |              |              |              |              |
|  | A1           | Canada       | Canada       | Canada       | 40                            | 40         | 35           | 35           |              |              |
|  | A1           | Canada       |              |              |                               |            |              | 35           |              |              |
|  | B2           | Brésil       | 56           | 56           |                               |            |              |              |              |              |
|  | B2           | Brésil       | 56           | 56           | Match pour la troisième place |            |              |              |              |              |
|  |              |              |              |              |                               |            |              |              |              |              |
|  | 18 juin 2011 |              |              |              |                               |            |              |              |              |              |
|  | Porto Rico   | Porto Rico   | 36           | 36           |                               |            |              |              |              |              |
|  | Porto Rico   | Porto Rico   | 36           | 36           |                               |            |              |              |              |              |
|  | Canada       | Canada       | 53           | 53           |                               |            |              |              |              |              |
|  | Canada       | Canada       | 53           | 53           |                               |            |              |              |              |              |

### Matches de classement

#### Matches pour la5eplace
|  | Tour de classement 5e - 8e | Tour de classement 5e - 8e | Tour de classement 5e - 8e | Tour de classement 5e - 8e |                        |           | Match pour la 5e place | Match pour la 5e place | Match pour la 5e place | Match pour la 5e place |
|  |                            |                            |                            |                            |                        |           |                        |                        |                        |                        |
|  | 17 juin 2011               | 17 juin 2011               | 17 juin 2011               | 17 juin 2011               |                        |           | 18 juin 2011           | 18 juin 2011           | 18 juin 2011           | 18 juin 2011           |
|  | Mexique                    | Mexique                    | 57                         | 57                         |                        |           | 18 juin 2011           | 18 juin 2011           | 18 juin 2011           | 18 juin 2011           |
|  | Mexique                    | Mexique                    | 57                         | 57                         |                        |           | 18 juin 2011           | 18 juin 2011           | 18 juin 2011           | 18 juin 2011           |
|  | Argentine                  | Argentine                  | 62                         | 62                         |                        |           | 18 juin 2011           | 18 juin 2011           | 18 juin 2011           | 18 juin 2011           |
|  | Argentine                  | Argentine                  | 62                         | 62                         | Argentine              | Argentine | 82                     | 82                     |                        |                        |
|  | 17 juin 2011               |                            |                            |                            | Argentine              | Argentine | 82                     | 82                     |                        |                        |
|  |                            |                            | Venezuela                  | Venezuela                  | 33                     | 33        |                        |                        |                        |                        |
|  | Venezuela                  | Venezuela                  | Venezuela                  | Venezuela                  | 33                     | 33        | 87                     | 87                     |                        |                        |
|  | Venezuela                  | Venezuela                  |                            |                            |                        |           |                        | 87                     |                        |                        |
|  | Guatemala                  | Guatemala                  | 20                         | 20                         |                        |           |                        |                        |                        |                        |
|  | Guatemala                  | Guatemala                  | 20                         | 20                         | Match pour la 7e place |           |                        |                        |                        |                        |
|  |                            |                            |                            |                            |                        |           |                        |                        |                        |                        |
|  | 18 juin 2011               |                            |                            |                            |                        |           |                        |                        |                        |                        |
|  | Mexique                    | Mexique                    | 86                         | 86                         |                        |           |                        |                        |                        |                        |
|  | Mexique                    | Mexique                    | 86                         | 86                         |                        |           |                        |                        |                        |                        |
|  | Guatemala                  | Guatemala                  | 23                         | 23                         |                        |           |                        |                        |                        |                        |
|  | Guatemala                  | Guatemala                  | 23                         | 23                         |                        |           |                        |                        |                        |                        |

## Classement final
| Place                        | Équipe     | Vict.-Déf. |
| ---------------------------- | ---------- | ---------- |
| Médaille d'or, Amérique      | États-Unis | 5 - 0      |
| Médaille d'argent, Amérique  | Brésil     | 3 - 2      |
| Médaille de bronze, Amérique | Canada     | 4 - 1      |
| 4                            | Porto Rico | 2 - 3      |
| 5                            | Argentine  | 2 - 3      |
| 6                            | Venezuela  | 2 - 3      |
| 7                            | Mexique    | 2 - 3      |
| 8                            | Guatemala  | 0 - 5      |

- Qualification pour la Coupe du Monde U17 2012

## Leaders statistiques

### Points
| Place | Nom               | Équipe     | PPM  |
| ----- | ----------------- | ---------- | ---- |
| 1     | Izabella Sangalli | Brésil     | 17,2 |
| 2     | Rebecca Greenwell | États-Unis | 15,6 |
| 3     | Kia Nurse         | Canada     | 14,6 |
| 4     | Claudia Ortiz     | Porto Rico | 13,4 |
| 5     | Meliza Ramírez    | Mexique    | 12,4 |

### Rebonds
| Place | Nom               | Équipe     | RPM  |
| ----- | ----------------- | ---------- | ---- |
| 1     | Mercedes Russell  | États-Unis | 11,4 |
| 2     | Ingrid Martínez   | Mexique    | 10,4 |
| 3     | Cheyanne Roger    | Canada     | 9,2  |
| 4     | Meliza Ramírez    | Mexique    | 8,6  |
| 5     | Victoria Llorente | Argentine  | 8,4  |

### Passes décisives
| Place | Nom               | Équipe     | PDPM |
| ----- | ----------------- | ---------- | ---- |
| 1     | Izabella Sangalli | Brésil     | 3,4  |
| 1     | Linnae Harper     | États-Unis | 3,4  |
| 3     | Magalí Armesto    | Argentine  | 2,6  |
| 3     | Claudia Ortiz     | Porto Rico | 2,6  |
| 3     | Jannah Tucker     | États-Unis | 2,6  |

### Contres
| Place | Nom              | Équipe     | CPM |
| ----- | ---------------- | ---------- | --- |
| 1     | Mercedes Russell | États-Unis | 4,0 |
| 2     | Jatarie White    | États-Unis | 2,4 |
| 3     | Emma Wolfram     | Canada     | 2,0 |
| 4     | Sofía Aispurúa   | Argentine  | 1,6 |
| 5     | Eternati Willock | Canada     | 1,5 |

### Interceptions
| Place | Nom                | Équipe    | IPM |
| ----- | ------------------ | --------- | --- |
| 1     | Daniela Wallen     | Venezuela | 5,2 |
| 2     | Guadalupe Pichardo | Mexique   | 4,2 |
| 3     | Izabella Sangalli  | Brésil    | 3,8 |
| 3     | Daniela Soto       | Mexique   | 3,8 |
| 5     | Virginia González  | Mexique   | 3,7 |